# Vert-jaune
Les vert-jaune sont les nuances comprises, sur le cercle chromatique, entre le vert et le jaune.
La norme AFNOR X08-010 « Classification méthodique générale des couleurs » (annulée en 2014) définissait un champ vert-jaune entre les verts et les jaune-verts, la longueur d'onde dominante se situant entre 541 et 573 nanomètres, les jaune-verts prolongeant ce champ jusqu'à 575 nm. La norme incluait les couleurs claires et sombres, pures et lavées de blanc, jusqu'aux limites avec les blancs, les gris et les noirs.
Le cercle chromatique défini par Chevreul au XIXe siècle comporte, entre les verts et les jaunes, un repère de teinte jaune-vert repérée par rapport aux raies de Fraunhofer, à 2⁄5 entre D (589 nm) et E (527 nm) soit à peu près à 564 nm.
|               | 537    | 537    | 541    | 541        | 545        | 545        | 549        | 549        | 553        | 553        | 557        | 557        | 561        | 561        | 564        | 564        | 567        | 567        | 570        | 570        | 573        | 573   | 575   | 575     | 577     | 577     |
| Chevreul 1861 |        | 3 jv   | 3 jv   | 3 jv       | 3 jv       | 2 jv       | 2 jv       | 2 jv       | 2 jv       | 1 jv       | 1 jv       | 1 jv       | 1 jv       | Jaune-vert | Jaune-vert | Jaune-vert | Jaune-vert | 5 j        | 5 j        | 5 j        | 5 j        | 4 j   | 4 j   | 4 j     | 4 j     |         |
| AFNOR 1977    | ← Vert | ← Vert | ← Vert | Vert-jaune | Vert-jaune | Vert-jaune | Vert-jaune | Vert-jaune | Vert-jaune | Vert-jaune | Vert-jaune | Vert-jaune | Vert-jaune | Vert-jaune | Vert-jaune | Vert-jaune | Vert-jaune | Vert-jaune | Vert-jaune | Vert-jaune | Vert-jaune | J.-v. | J.-v. | Jaune → | Jaune → | Jaune → |

Le champ des vert-jaune inclut notamment une partie des glauques et le vert primaire des écrans d'ordinateur sRGB avec une longueur d'onde dominante de 550 nm environ.